# Municipio de Springbrook (Kansas)
El municipio de Springbrook (en inglés: Springbrook Township) es un municipio ubicado en el condado de Sheridan en el estado estadounidense de Kansas. En el año 2010 tenía una población de 110 habitantes y una densidad poblacional de 0,39 personas por km².

## Geografía
El municipio de Springbrook se encuentra ubicado en las coordenadas 39°12′48″N 100°27′54″O / 39.21333, -100.46500. Según la Oficina del Censo de los Estados Unidos, el municipio tiene una superficie total de 278.77 km², de la cual 278,74 km² corresponden a tierra firme y (0,01 %) 0,02 km² es agua.

## Demografía
Según el censo de 2010, había 110 personas residiendo en el municipio de Springbrook. La densidad de población era de 0,39 hab./km². De los 110 habitantes, el municipio de Springbrook estaba compuesto por el 96,36 % blancos, el 0,91 % eran de otras razas y el 2,73 % eran de una mezcla de razas. Del total de la población el 9,09 % eran hispanos o latinos de cualquier raza.